# Dimmo Peak
Dimmo Peak är en bergstopp i Antarktis. Den ligger i Västantarktis. Argentina, Chile och Storbritannien gör anspråk på området. Toppen på Dimmo Peak är 594 meter över havet.
Terrängen runt Dimmo Peak är platt söderut, men norrut är den kuperad. Trakten är obefolkad. Det finns inga samhällen i närheten. 